# Galeria sławy

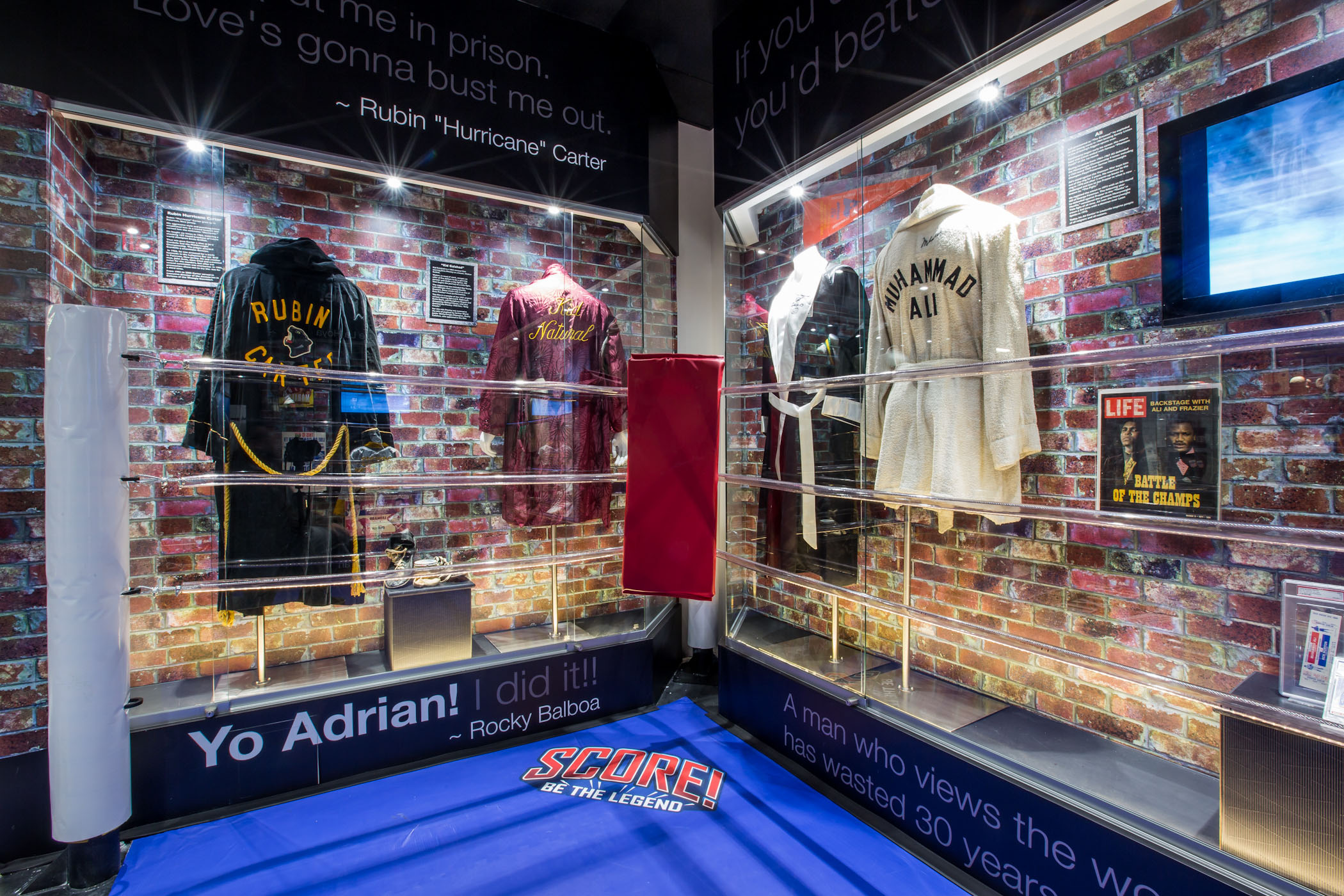
Galeria sław boksu w Las Vegas

Galeria sławy (ang. Hall of Fame), również Panteon sław lub Hala sławy – budynek lub pomieszczenie z pamiątkami po sławnych ludziach, zwykle sportowcach lub muzykach. W oryginalnej anglosaskiej klasyfikacji z pojęciem galeria sławy (hall of fame) łączą się dwa pokrewne pojęcia – ściana sławy (wall of fame) oraz aleja gwiazd (walk of fame).

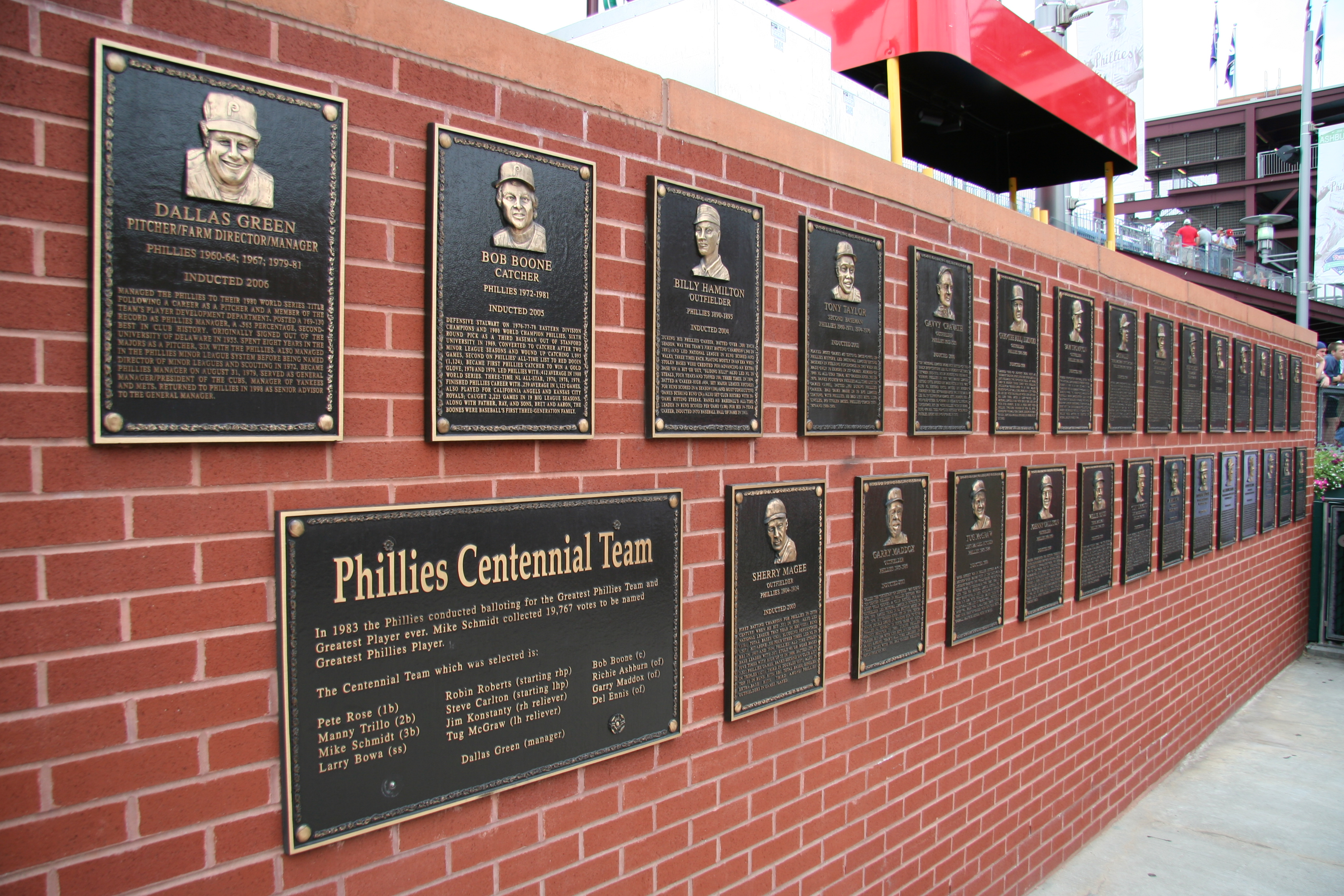
Ściana sław baseballu w Filadelfii

W języku polskim galeria sławy ma dosłowne znaczenie (wystawa). Ściana sławy jest minimalistyczną formą galerii sławy. Stanowi ona ścianę pokrytą plakietkami z nazwiskami ważnych osobistości (często zmarłych). Przykładami mogą być Philadelphia Baseball Wall of Fame czy Galeria Sławy w budynku CIA zawierająca nazwiska agentów, którzy zginęli na służbie.